# سعدنايل

بلدة سعدنايل كما تظهر بالاقمار الصناعية ؛ جوجل ايرث

سعدنايل أو سعد نايل هي إحدى القرى اللبنانية من قرى قضاء زحلة في محافظة البقاع. ويبلغ عدد سكانها 18,500نسمة.تبعد عن العاصمة بيروت حوالي ال45 كيلومتر.تقع على سفح جبل الكنيسة في سلسلة جبال لبنان الغربية من ناحية الشرق. ترتفع عن سطح البحر حوالي 950 متراً. وتتميز بطقس بارد في الشتاء وحار في الصيف حيث تبلغ ادنى درجات الحرارة تحت الصفر شتاءًو قد تصل إلى 40 درجة مئوية صيفاً.

## تاريخ البلدة
لعبت سعدنايل دوراً مع جبهة جبهة المقاومة الوطنية اللبنانية والفلسطينية في أواسط السبعينات وحتى أواخر الثمانينات، فقد قدمت العديد من الشهداء الذين فاق عددهم الخمسون. كما أنها شهدت أحداثاً أمنية في 7 ايار 2008, حيث تعرضت البلدة لهجمة بقذائف الهاون والآر بي جي من التلال المحيطة بها. لكن لم يسجل سقوط أي شهيد بل مجرد عدد من الجرحى.
وقد مر في تاريخ البلدة الأحزاب اليسارية والوطنية التي تركت بصمة في فكر أهل البلدة وتعاطيهم مع الاخرين، كمنظمة العمل الشيوعي والحزب الشيوعي والحزب التقدمي الاشتراكي وحركات النحرير الفلسطينية. لكن ما زالت تطغى في البلدة (مثل معظم قرى وبلدات الريف اللبناني) العصبية العائلية.
و قد تميزت سعدنايل بمناصرتها للقضايا الإنسانية عامةً والعربية خاصةً، فمنذ ما قبل الاستقلال اللبناني واهالي سعدنايل كانوا دائماً سباقين للمشاركة في اظهار رأيهم بالقضايا المصيرية التي تحصل في العالم اجمع وخاصةً بالنسبة للقضية الفلسطينية منذ النكبة فقد استقبلت القرية آلاف النازحين الفلسطينيين الذين تحولوا إلى جزأً مهماً من أهل البلدة. كما ان البلدة احتضنت اللاجئين اللبنانيين الفارين من آثار الحرب الإسرائيلية عامي 1993 و 2006. كما ان البلدة شهدت أول التحركات اللبنانية المتضامنة مع ثورة سورية في 2011.
يعمل أغلب اهالي البلدة في الزراعة والتجارة كما انه يوجد عدد لا يستهان به منهم في بلاد الاغتراب وخاصةً في كندا وأستراليا. ويوجد في البلدة سوقاً تجارياً مهماً على صعيد محافظة البقاع وهو متخصص تقريباً بتجارة الملابس. كما يشتهر كثيرون من الاهالي بمهارتهم بمهنة نجارة المفروشات والديكورات وبالتنجيد وخاصةً بعد أن قصد البلدة بعض العمال المهرة المصريين.

## الزراعة
تشتهر سعدنايل بزراعة البصل والثوم والبطاطا والخضروات ويحتوي سهلها على العديد من المنتوجات الزراعية الأخرى. وتتميز بتربتها المعطاء وبكثرة المياه في اراضيها، فمن المعروف انه يكفي الحفر لمترين أو ثلاث في السهل حتى تنبع المياه بغزارة.

## المؤسسات
توجد في البلدة مدرستان رسميتان ابتدائية وثانوية، كما اسس صرح تعليمي بني في اعالي البلدة تابع لرهبنة الآباء الانطونيين. كما يوجد في البلدة مستوصفان طبيان يقدمان الوظائف الطبية الأولية ويحوي احدهما على مختبر طبي.